# 保羅·舒卓拿
保羅·優素福·赫伯特·舒卓拿（德語：Paul Josef Herbert Scharner，1980年3月11日—）出生於沙伊布斯，是一位奧地利足球運動員，司職中場，現時效力德甲的漢堡。

## 球會
舒卓拿於奧地利足球超級聯賽出道，先後效力奧地利維也納和薩爾斯堡，2004年加盟挪威球會白蘭恩。2005年，舒卓拿被白蘭恩球迷投票選為球會年度最佳球員，並被挪威報社和電視台選為2005年挪威最佳球員之一。
2005年12月22日，舒卓拿簽約韋根三年半，於假期後隨即加入球隊大軍。韋根支付白蘭恩2,950萬挪威克朗，打破白蘭恩的轉會費紀錄。
首仗為韋根上陣，舒卓拿便為球隊作出貢獻，他在該仗聯賽盃對阿仙奴一戰「一箭定江山」，為球會以1:0擊敗對手。舒卓拿多才多藝，效力韋根期間，他曾擔任除左閘外場上每一個位置。2010年5月3日韋根主場2-2賽和侯城，賽後舒卓拿表示這是他加盟球隊四年後於DW運動場最後一場賽事，他在後腦噴上「THANX」多謝球迷的支持，季後約滿離隊，一直有傳聞愛華頓及阿士東維拉對他有興趣。
2010年8月30日舒卓拿以自由身加盟新升班英超的西布朗，簽約兩年。季初西布朗有令人驚喜的演出，進佔聯賽榜前列位置，但季中成績急速滑落，跌至第16位，與降班安全級相距僅兩分，一向敢言的舒卓拿要求隊友甦醒，集中精神爭取分數，於球隊廢除更衣室罰款制度後表現懶惰，但他的出位言論沒有遭受球會處分。

## 國家隊
保羅·舒卓拿曾與奧地利足球協會鬧翻而退出奧地利國家足球隊。保羅·舒卓拿以被標籤為混亂場面的策劃者和挪威足總不專業為由而退出國家隊。
2008年保羅·舒卓拿曾表示有意重返國家隊，亦和奧地利總教練希克斯貝加（Josef Hickersberger）就他重返國家隊的可能性作出一次個人面談，但他連奧地利備戰2008年歐洲國家盃的初步31球員名單亦未能進入。在2008年8月新教練布克拿（Karel Brückner）上任後，保羅·舒卓拿重返奧地利國家足球隊。

## 榮譽
- 英格蘭聯賽盃亞軍：2006年；
- 挪威盃冠軍：2004年；
- 奧地利超級聯賽冠軍：2003年；
- 奧地利盃冠軍：2003年；

## 外部連結
- 足球数据库：舒亞拿的球员统计数据
- 舒亞拿官方網頁 （页面存档备份，存于） （德文）
- Austria Archive 舒亞拿球員檔案 -
- National Football Teams.com 舒亞拿國家隊數據